# Gondwanaland
Gondwanaland è il secondo album degli Steroid Maximus. Venne pubblicato nel 1992 dalla Big Cat Records.

## Track list
1. "¡Quilombo!" (J. G. Thirlwell / Raymond Watts) – 4:22
2. "Radio Raheem" (Thirlwell / Watts) – 3:25
3. "First Movement: The Trojan Hearse" (Thirlwell / Watts) – 2:38
4. "Second Movement: The Auctioneer of Souls" (Thirlwell / Watts) – 4:36
5. "Third Movement: Crawling Goliath" (Thirlwell / Watts) – 3:42
6. "Fourth Movement: Erupture" (Thirlwell / Watts) – 3:13
7. "Life in the Greenhouse Effect" (Thirlwell / Lucy Hamilton) – 5:52
8. "I Will Love You Always (Wild Irish Rose)" (Thirlwell / Don Flemming) – 6:14
9. "Cross Double Cross" (Thirlwell / Mark Cunningham) – 4:08
10. "Destino Matar" (Thirlwell / Away) – 3:32
11. "Volgarity" (Thirlwell) – 2:36
12. "Öl (Kwik-Lube)" (Thirlwell / Roli Mosimann) – 1:56
13. "Powerhouse!" (Raymond Scott) – 4:06
14. "Homeo" (Thirlwell / Away) – 2:34

- Le tracce dalla 3 alla 6 sono chiamate, nel loro insieme: "The Bowel of Beelzebub: A Symphony in Four Movements."
- "¡Quilombo!" e "Life in the Greenhouse Effect" sono prese dal disco  ¡Quilombo!.
- "Powerhouse!" venne pubblicata, in origine, nel 1990 dal progetto di Thirlwell Garage Monsters.

## Formazione
- J. G. Thirlwell – Performance, produzione, arrangiamenti, mixing
- Raymond Watts – Presente sulle tracce 1 e 6
- Lucy Hamilton – Presente sulla traccia 7
- Don Flemming – Presente sulla traccia 8
- Mark Cunningham – Presente sulla traccia 9
- Away – Presente sulle tracce 10 e 14
- Roli Mosimann – Presente sulla traccia 12
- The Pizz and Buttstain – Presente sulla traccia 13
- Lin Culbertson – flauto sulla traccia 1
- Hahn Rowe – violino sulla traccia 9